# Station Tengachaya
Station Tengachaya (天下茶屋駅, Tengachaya-eki) is een spoorweg- en metrostation in de wijk Nishinari-ku in de Japanse stad Osaka. Het wordt aangedaan door de Nankai-lijn en de Koya-lijn (Nankai) en de Sakaisuji-lijn (Metro van Osaka) en is tevens de eindhalte van deze lijn. De treinen van Nankai lopen bovengronds en de metro ondergronds.

## Lijnen

### Nankai
| 1 | ■Koya-lijn   | richting Gokurakubashi en Koyasan                                                                                     |
| 2 | ■Koya-lijn   | richting Haginochaya, Shin-Imamiya, Imamiyaebisu en Namba (alleen stoptreinen stoppen te Haginochaya en Shin-Imamiya) |
| 3 | ■Nankai-lijn | richting Wakayamashi en Luchthaven Kansai via de Kansai-Kūkō-lijn                                                     |
| 4 | ■Nankai-lijn | richting Namba |

### Metro van Osaka

#### Sakaisuji-lijn(stationsnummer K20)
| 1-3 | ■Sakaisuji-lijn | richting Nippombashi, Kitahama en Tenjimbashisuji Rokuchōme |

## Geschiedenis
Het eerste station werd geopend in 1885 en lag aan de toenmalige Sakai-spoorlijn. Aan het einde van de Tweede Wereldoorlog werd het station getroffen door enkele bombardementen en na de oorlog werden de restanten gesloopt. In 1954 verrees er een nieuw station, dat in 1993 vervangen werd door het huidige station, inclusief het metrogedeelte en een verhoogd spoor.

## Overig openbaar vervoer
Er bevinden zich verscheidene bushaltes rondom het station.

## Stationsomgeving
- Station Kishinosato aan de Yotsubashi-lijn
- Tramhalte Kita-Tengachaya aan de Hankai-tramlijn
- Qanat Mall (winkelcentrum)
- Stadhuis van Nishinari
- Gemeentelijke bibliotheek van Nishinari
- Mitsui-Sumitomo Bank
- Kinki-Osaka Bank

Tenjimbashisuji Rokuchōme · Ōgimachi · Minami-Morimachi · Kitahama · Sakaisuji-Hommachi · Nagahoribashi ·  Nippombashi · Ebisuchō · Dōbutsuen-mae · Tengachaya